# Lundakarnevalen 1908
Lundakarnevalen 1908 firades den 13 maj 1908 under temat Värdenas utveckling. 
Just denna karneval har gått till historien för framför allt två inslag. Dels uruppfördes under denna en kortare version av det senare legendariska spexet Uarda, vilket alltjämt uppförs regelbundet av Lundaspexarna och har givit namn åt den av Sten Broman grundade Uarda-akademien. Dels spelade man då in de första karnevalsfilmerna, vilka även utgjorde några av de allra första spelfilmerna i Sverige över huvud taget. Av de totalt fyra kortfilmerna har dock endast två bevarats åt eftervärlden, däribland Lejonjakten, en parodi på en samtida mycket omtalad och omstridd dansk film i vilken bland annat ett lejon avlivas på riktigt. I studenternas parodiversion spelas lejonet (ävensom en känguru [!]) dock av människor.
I Lejonjakten förekommer även anspelningar på polisbrutalitet, vilket också var fallet i karnevalstidningen Chock. Bakgrunden till detta var att beriden polis den 1 maj samma år hade gjort chock mot festande studenter i Lundagård (park).